# HD 75289
HD 75289，又名CD-41 4507，SAO 220481、HR 3497，是一颗船帆座的恒星，视星等为6.36，位于銀經262.21，銀緯1.09，其B1900.0坐标为赤經8h 44m 1.9s，赤緯-41° 1.09′ 42″。該恆星是與太陽類似的黃矮星，但質量、表面溫度和光度都稍高於太陽。光譜類型是 G0 V。在幾乎沒有光害的區域可用肉眼看到該恆星，否則必須使用雙筒望遠鏡。
2004年發現它可能有一顆紅矮星伴星。

## 行星系統
1999年以徑向速度法發現該恆星旁一顆質量相當於木星一半的系外行星 HD 75289 b，該行星距離母恆星0.0482天文單位，公轉週期3.51日，屬於熱木星。
| 成員 (依恆星距離) | 质量              | 半長軸 (AU)     | 轨道周期 (天)       | 離心率        | 傾角 | 半径 |
| ----------------- | ----------------- | --------------- | ------------------- | ------------- | ---- | ---- |
| b                 | >0.467 ± 0.041 MJ | 0.0482 ± 0.0028 | 3.509267 ± 0.000064 | 0.034 ± 0.029 | —    | —    |

## HD 75289 B
HD 75289 B是一顆可能環繞 HD 75289 的紅矮星。該紅矮星的自行和 HD 75289 相同，因此兩者被認為可能有物理關係。兩者在天球上視距離是21.5角秒，在距離地球94光年狀態下，兩顆恆星的距離可能是621天文單位。不過目前仍無法得知兩者的徑向距離，因此實際距離可能要遠得多。不管如何，系統伴星環繞主星週期將超過1000年。
這個發現該顆紅矮星的研究也排除了140天文單位以外任何恆星伴星或400到2000天文單位大型棕矮星伴星存在的可能。

## 外部連結
- SIMBAD（页面存档备份，存于） star entry, planet entry, component B entry
- Mugrauer, M.; Neuhäuser, R.; Mazeh, T.; Alves, J.; Guenther, E. . Astronomy & Astrophysics. 2004-10, 425 (1): 249–253. ISSN 0004-6361. doi:10.1051/0004-6361:20041009.